# Grammangis
Grammangis es un género con dos especies de orquídeas de hábitos epifitas. Es originario de Madagascar donde se encuentra en lugares con alta humedad, agua copiosa y sombra moderada.

## Especies
- Grammangis ellisii (Lindl.) Rchb.f., Hamburger Garten- Blumenzeitung 16: 520 (1860).
- Grammangis spectabilis Bosser & Morat, Adansonia, n.s., 9: 303 (1969).